# Filolog (imię)
Filolog – imię pochodzi od gr. Φιλόλογος, a oznaczającego „miłośnika słowa/nauki” (gr. λόγος ma wiele znaczeń). Imieniny Filologa przypadają 4 listopada.
Imiennicy:
- św. Filolog – uczeń apostolski, patron tego imienia.